# 砂田実
砂田 実（すなだ みのる、1931年10月17日 - ）は、日本のテレビプロデューサー、演出家、音楽プロデューサー。ラジオ東京→東京放送（TBS。後のTBSホールディングス・TBSテレビ・TBSラジオ）、渡辺プロダクションを経てフリーランス。東京都出身。

## 来歴・人物
戦争中は疎開先の石川県で勤労動員され、帰京後、東京都立第二十一中学校（現・東京都立武蔵丘高等学校）で青島幸男やすぎやまこういちと同期になる。同校入学後1年を経て、臨時募集で慶應義塾中等部に転入し慶應義塾高等学校に進学。同高校の同級生に浅利慶太がいた。
1955年に慶應義塾大学文学部仏文学科を卒業し、ラジオ東京へ入社。1956年、前年開局のテレビ局内テレビ製作部に配属。主に音楽番組を専門にプロデューサー業務に従事。草創期のテレビ番組（特に音楽番組）の演出制作を行う。日本レコード大賞、TBS歌謡曲ベストテン、歌のグランプリ、東京音楽祭の総合プロデューサーを務める。
日本の歌謡曲の発展にテレビ番組が果たした功績は大きいが、そのなかで砂田が携った日本レコード大賞や東京音楽祭は、『音楽そのものの魅力』に加え、「テレビカメラの前の生演奏や聴衆の反応」や「受賞作品の発表等」の『テレビならではの演出』が大きな人気を獲得した。
当時のテレビ制作は、分業化がされておらず、社会的な認知も低かったことから、「音楽出版業界」と「プロダクション」との調整が、困難な時代であった。砂田は総監督としてこれを乗り越え、多方面の演出家や作曲家と協業し、番組を成功に導いている。
同時期にTBSに在籍した久世光彦、実相寺昭雄、金野勉、鴨下信一、渡辺正文等とともに、テレビ番組の発展に貢献したひとりである。
TBS在籍時に、番組制作の傍ら、実力派歌手達のコンサートにおける構成演出を手がけた。また副業で放送作家やCM制作と多方面で活躍。
1976年にTBSを退社、渡辺プロへ常務取締役として転籍。1985年の渡辺プロ退社後は、フリーとして、番組制作やイベントのプロデュースを行う。

## 詳細情報

### 企画・制作に関わったテレビ番組
- 日本レコード大賞

日本レコード大賞に砂田が着目し、野中杉二等とともに、1959年からテレビ放送化した。
- 東京音楽祭

国内大会（ゴールデンカナリー賞選出大会）の第1回から最終開催まで総合プロデューサーとして番組を総指揮（世界大会のプロデューサーは渡辺正文）。
- 植木等ショー

総合プロデューサー。
- TBS歌謡曲ベストテン

### 制作に関わったCM
- 丸定商店（のちのアイデアル）「アイデアル洋傘」
- キンチョール（大日本除虫菊）
- ナショナルパナカラー（松下電器産業）

### コンサート制作
- 菅原洋一[5]
- ザ・ピーナッツ[5]
- 梓みちよ[5]
- 森山良子[5]
- 尾崎紀世彦[5]
- 五木ひろし[5]

### ステージ制作
- 雪村いずみ：「約束」
- ちあきなおみ：「ねえ、あんた」
- ザ・ピーナッツ：「さよなら、ピーナッツ」
- 加藤登紀子：「朝の食事」

### 著書
- 『気楽な稼業ときたもんだ』（2010年12月3日、無双舎刊。ISBN 9784864084628）

### 受賞歴
- 1965年 - 日本放送作家協会 CM作品賞
- 1966年 - ACCフェスティバル金賞 アイデイアル洋傘
- 1990年 - 日本テレビコマーシャル制作連盟 「昭和のコマーシャル100選」

## 関連人物
- すぎやまこういち
- 青島幸男
- 久世光彦
- 木崎賢治
- いずみたく
- 浅利慶太
- 林光
- 日下武史

## 脚註
1. ↑  夕刊フジ 2011年1月26日付インタビュー記事の経歴欄。
2. 1 2   『植木等ショー! クレージーTV大全』p.189
3. ↑  “第104回 砂田実 氏 テレビディレクター／演出家　”. 2023年10月2日閲覧。
4. ↑   『植木等ショー! クレージーTV大全』p.191
5. 1 2 3 4 5 6 7  第104回 砂田実氏 テレビディレクター／演出家 -  Musicman 2012年5月2日掲載